# 民法学
民法学（みんぽうがく）とは、大陸法諸国において、民法（民法典およびその関連法令）を研究対象とする実定法学。商法（商法典およびその関連法令）を研究対象とする商法学とは区別されることが多い。

## 日本
日本における民法学の研究は明治時代に始まった。旧民法に対する民法典論争を経て明治29年に現行民法典がフランス法とドイツ法（そして若干のイングランド法）の影響の下で制定されると、その解釈が民法学の主たる任務となり、以後、ドイツ民法学の強い影響の下で発展した。その中で特に権威とされているのが我妻栄である。もっとも、星野英一以降はフランス法の影響が強く意識され、東京大学を中心にフランス民法学の影響が強まることとなった。
また、日本の民法学は、かつて日本の領土であった韓国および台湾の民法学にも強い影響を及ぼしている。
法学教育においては、民法学を主題とする科目「民法」がいわゆる六法科目の1つとして、法学部（の法律学科）において必修科目とされることが多く、また、司法試験の必須科目ともされている。東京大学法学部では、「総則・物権」（担保物権を除く。）、「債権各論」、「債権総論・担保物権」、「親族・相続」の4科目がこの順で教授されるため、教科書もこれに従って出版されることがある。